# Idioma alemán en Brasil

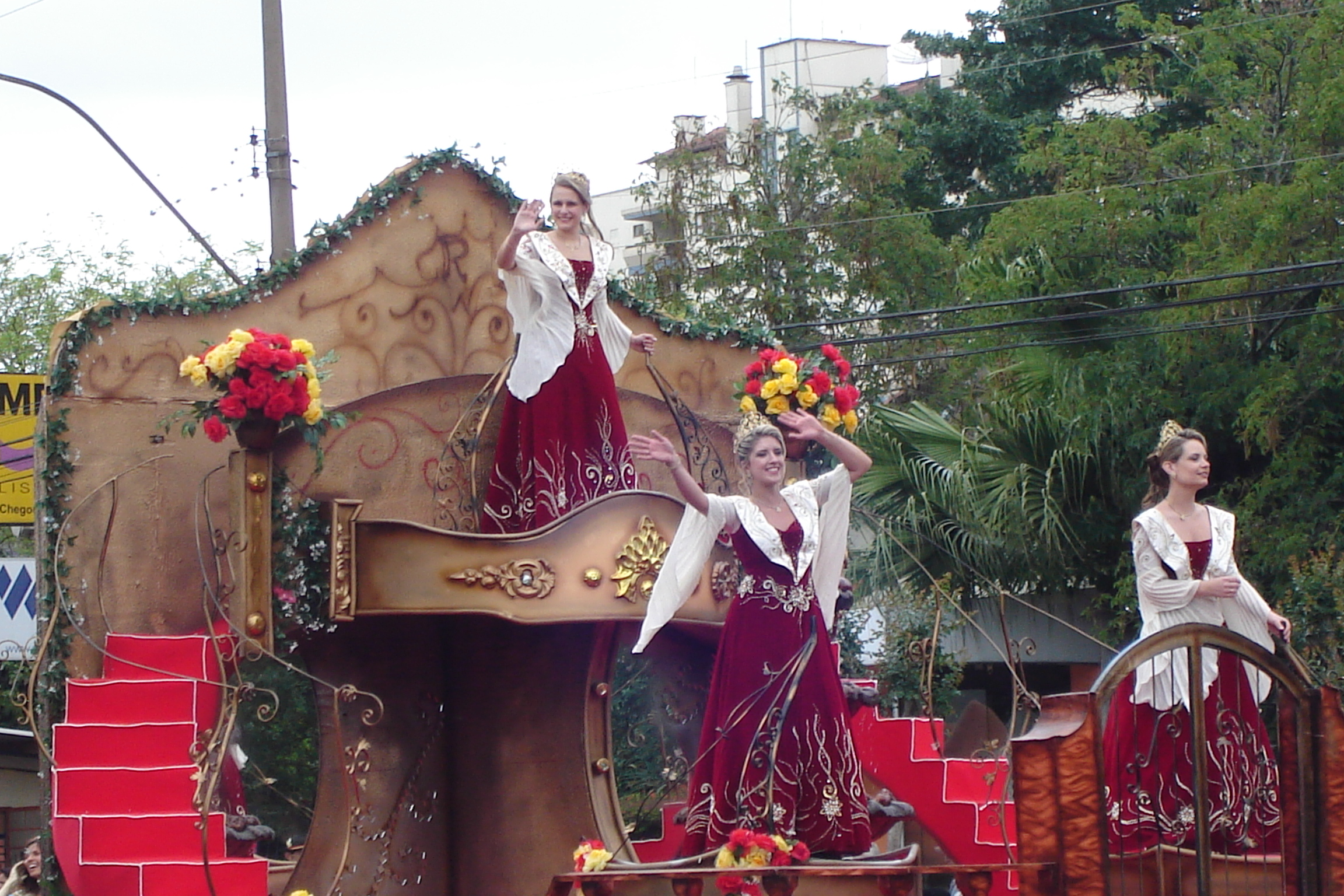
La fiesta alemana de Oktoberfest en Brasil.

El alemán brasileño está conformado por un conjunto de dialectos mutuamente comprensibles entre sí, con origen en Alemania, Luxemburgo, Suiza, que se hablan por los brasileños de origen alemán. Estos dialectos forman parte de una lengua minoritaria significativa en Brasil. Particularmente se concentran mayormente en las regiones Sur y Sudeste del país. El alemán hablado en Brasil está fuertemente influenciado por el portugués brasileño y, en menor medida, por los dialectos italianos y los idiomas indígenas. Los germanodescendientes lo llaman de diversas maneras: Hunsrik, Platthunsrik, Pommersch, Deitsch, Daitsch, Katarinensisch, entre otras. Solamente tres dialectos poseen estatus de co-oficialidad en Brasil: el hunsriqueano, pomeranio del este y el Plattdüütsch o Vestfaliano. La sumatoria del número de hablantes sobrepasa los 4 o 5 millones, solamente en Brasil; sin contar la población germanoparlante en el resto de América del Sur.
Los hablantes de este tipo de alemán proceden de Alemania, Suiza, Austria y Luxemburgo y componen el mayor grupo de inmigrantes después de hablantes de portugués e italiano. Ellos tendían a preservar su lengua más que los hablantes del italiano, que está más emparentado con el portugués. En consecuencia, el alemán era la segunda lengua familiar más común en Brasil, de acuerdo con en el censo de 1940. Sin embargo, incluso en las zonas que aún están dominadas por hablantes de alemán, la mayoría son bilingües. Hoy en día, el alemán está considerado cada vez más como un patrimonio cultural, y varios municipios han dado co-oficialidad junto con el portugués brasileño recientemente.
El hunsriqueano riograndense (Hunsrik en el dialecto local) es la variante más significativa en cuanto al número de hablantes, y el término a veces se usa para incluir todas las formas de alemán brasileño. Este particularmente está bien representado en los dos estados más sureños, Rio Grande do Sul y Santa Catarina. No obstante en el sur de Brasil así como en sudeste brasileño, sobre todo en el estado Espírito Santo hay focos importantes de otros dialectos que se basan en el bajo alemán oriental conocido en Brasil como pomeranio del Este desde el siglo XIX.

## Hunsrik o hunsriqueano riograndense

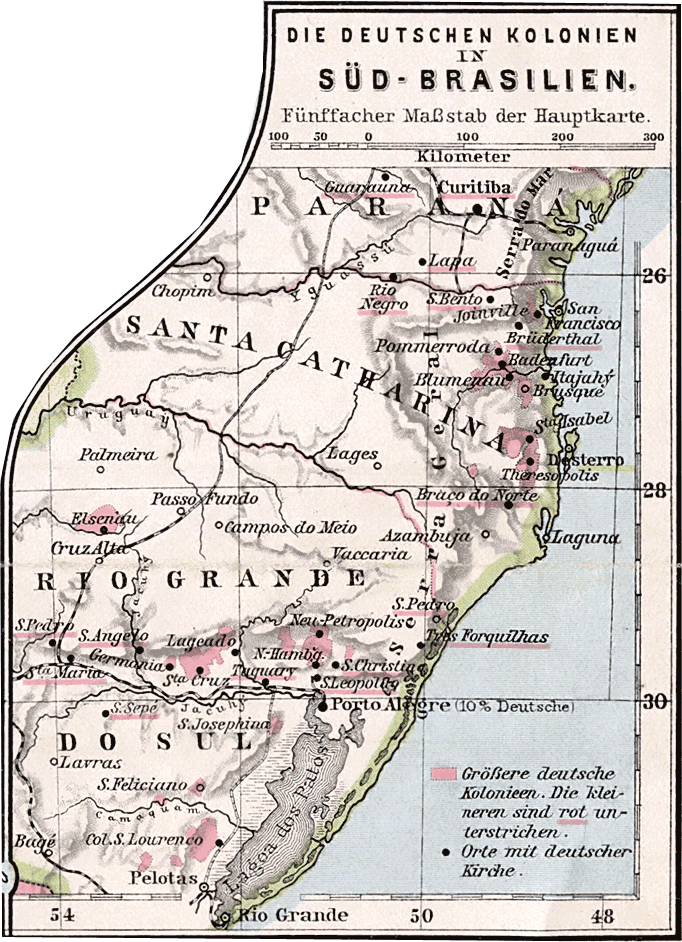
Mapa de los primeros asentamientos alemanes en los estados del sur de Brasil, 1824.

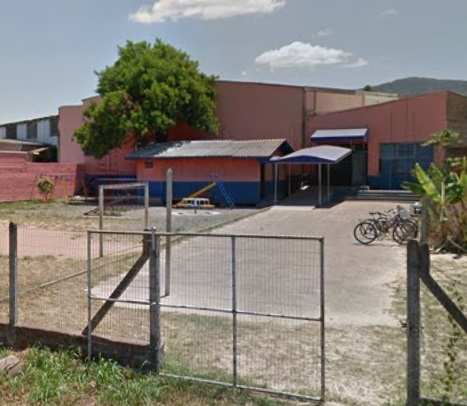
Escuela en Nova Hartz, Rio Grande do Sul donde se enseña alemán hunsriqueano.

El hunsriqueano brasileño se conoce por sus hablantes como Riograndenser Hunsrückisch en memoria del estado más austral de Brasil, Rio Grande do Sul. Pero está también fuertemente representado en Santa Catarina, donde la variante local recibe el nombre de Katarinensisch, y en Paraná. Juntos, estos tres estados forman la Región Sur de Brasil. La zona atrajo a una importante inmigración de los países de habla alemana. En general, esta zona sur del país particularmente está muy bien desarrollado en comparación con el resto de Brasil.
La inmigración alemana a Río Grande do Sul comenzó en 1824. Los trabajadores alemanes y los colonos vinieron de muchas regiones diferentes, pero sobre todo de las regiones pobres de Hunsrück y el cercano Palatinado Renano. Los dialectos alemanes comenzaron a mezclarse unos con otros, adoptando de elementos de las lenguas habladas por otros inmigrantes, para formar variedades que diferían de un municipio a otro, a menudo de una familia a otra, y que no tenía ninguna relación con las líneas de dialectos en Alemania. Sin embargo, en la mayoría de lugares el dialecto de Hunsrück resultó dominante.
Inicialmente, los inmigrantes tenían que organizar su propio sistema escolar, pero esto cambió. Debido a la falta de exposición, a partir de 1938 hasta 1961, el alemán fue ni siquiera fue enseñado en las escuelas superiores. La norma alemana quedó restringida a contextos formales como la iglesia, mientras que todas las interacciones diarias sucedieron ya sea en el dialecto o en portugués, de la que el también se tomaron las palabras necesarias para las innovaciones tecnológicas.
Los hablantes de hunsriqueano son típicamente bilingües con el portugués, pero no están necesariamente familiarizados con la norma alemana. La escuela primaria de Santa Maria do Herval, un municipio de Río Grande do Sul, con una población de aproximadamente 6000 habitantes, enseña Hunsrückisch y utiliza una nueva ortografía para este que está más cerca del portugués que a las convenciones estándar del alemán. En Antônio Carlos, una ciudad un poco más grande en Santa Catarina, el Hunsrückisch es una lengua cooficial.
Estatuto co-oficial y/o uso mandatorio del Riograndenser Hunsrückisch o Hunsrik en las escuelas municipales
- en el Estado Santa Catarina
  - Antônio Carlos de acuerdo con la ley N° 987 del 2010[11]
  - Ipumirim de acuerdo con la ley N° 1868 del 2020[12]
- en el Estado Rio Grande do Sul
  - Santa Maria do Herval[13][14]
  - Nova Hartz[15]
  - Estância Velha[16]
  - Barão[17][18]

## Pomeranio del Este

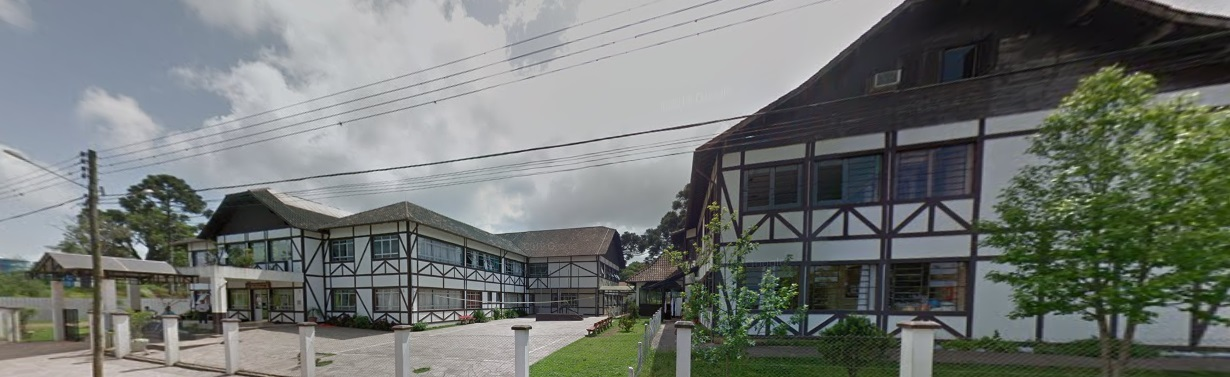
Escuela en Nova Petrópolis, Rio Grande do Sul donde se enseña alemán.

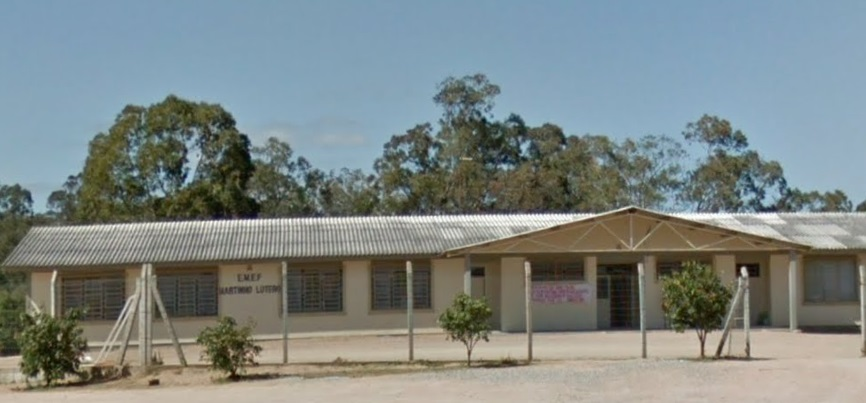
Escuela en São Lourenço do Sul, Rio Grande do Sul donde se enseña alemán pomerano.

Dialecto del bajo alemán oriental, un poco similar al neerlandés o al alemán de los menonitas que se utilizó y se habló en el norte de Polonia (anteriormente parte de Alemania hasta el final de la Segunda Guerra Mundial). Hoy día, esta variante se habla mayormente en Espírito Santo, pero también ciudades mucho más distantes como Itueta (sólo en el distrito de Vila Neitzel), Pomerode, Canguçu y Espigão d'Oeste.
El Projeto de Educação Escolar Pomerana, fue fundado en 2004 por profesores y cinco municipalidades de Espírito Santo (Santa María de Jetibá, Laranja da Terra, Vila Pavão, Domingos Martins y Pancas), donde se enseña pomeranio del este. Este dialecto es hablado en Rondônia desde la década de 1970. En Santa Leopoldina, el primer asentamiento europeo de Espírito Santo, los descendientes de inmigrantes suizos y luxemburgueses hablan pomeranio del este. Santa María de Jetibá es el centro de la cultura pomerania en Brasil.
Cooficialidad en:
Espírito Santo
- Pancas[20][21]
- Santa María de Jetibá[22]
- Vila Pavão[23]

Santa Catarina
- Pomerode[24]

Río Grande del Sur
- Canguçu (bajo aprobación)[25]

Rondônia
- Espigão d'Oeste[26]

## Katarinensisch
El Katarinensisch o alemán catarinense es una variante o dialecto alemán que se habla en el Estado de Santa Catarina, ha sido influenciado enormemente el alemán hunsriqueano-brasileño. Actualmente existen aproximadamente 200 000 hablantes del Katarinensisch.

## Otros dialectos alemanes
- Paraná-Wolga-Deutsch, hablado en Paraná y en Argentina.
- Plautdietsch, hablado por los menonitas desde la década de 1930.[27]
- Dialecto de Tirol Austrobávaro, hablado en Treze Tílias desde 1933.[28]
- Dialecto de los Suabos del Danubio, hablado en Guarapuava desde 1951.[29]
- Yidis, hablado por los judíos brasileños.

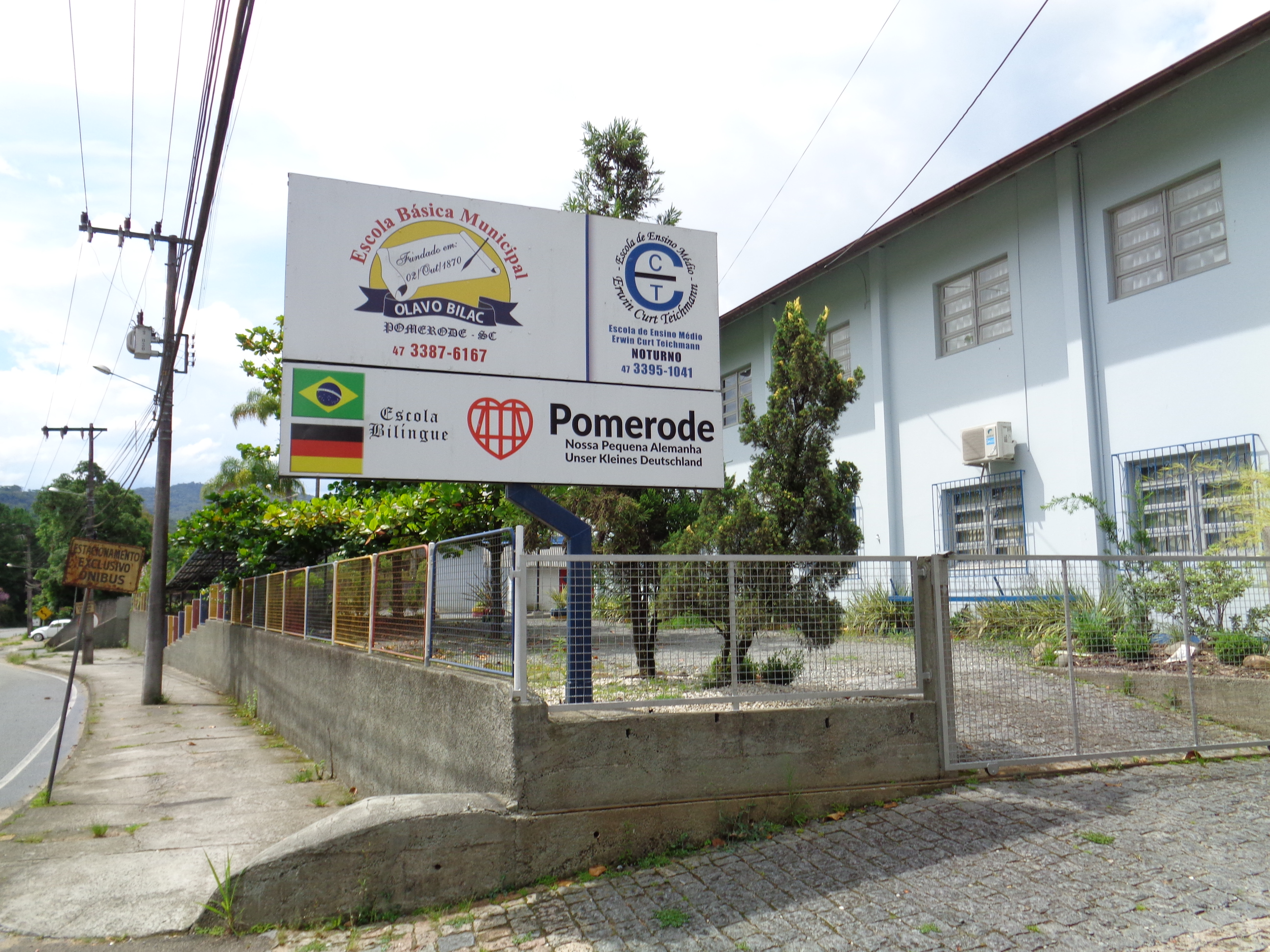
Escuela que enseña en alemán en Pomerode.

### Plattdüütsch ovestfaliano
Una variación del westfaliano que pertenece al grupo del bajo sajón; llamado localmente como Vestfaliano o Sapado do Pau tiene estatus de co-oficialidad en el municipio Westfália (Rio Grande do Sul) desde el año 2016. La ley municipal lo menciona como Plattdüütsch. Adicionalmente se habla también en el municipio Teutônia, Colinas e Imigrante y Vale do Taquari en Rio Grande do Sul. Se ha trabajo sobre el diseño de una forma de escritura de ese dialecto, la cual se ha tornado cooficial junto al portugués. De acuerdo con el profesor Lucildo Ahlert, algunas palabras han sido adaptadas y otras han sido creadas nuevas. Adicionalmente del municipio Westfália (Rio Grande do Sul), también en el estado Santa Catarina hay pequeñas minorías que emplea el vestfaliano como en los municipios Rio Fortuna y Braço do Norte.